# Turnov
Turnov (in ceco Turnov e in tedesco Turnau) è un comune che fa parte del distretto di Semily, nella regione di Liberec dell Repubblica Ceca.

## Geografia fisica
Il piccolo comune sorge sulle rive del fiumeJizera ed è il centro più importante nel territorio del Paradiso Boemo.

## Monumenti e luoghi d'interesse

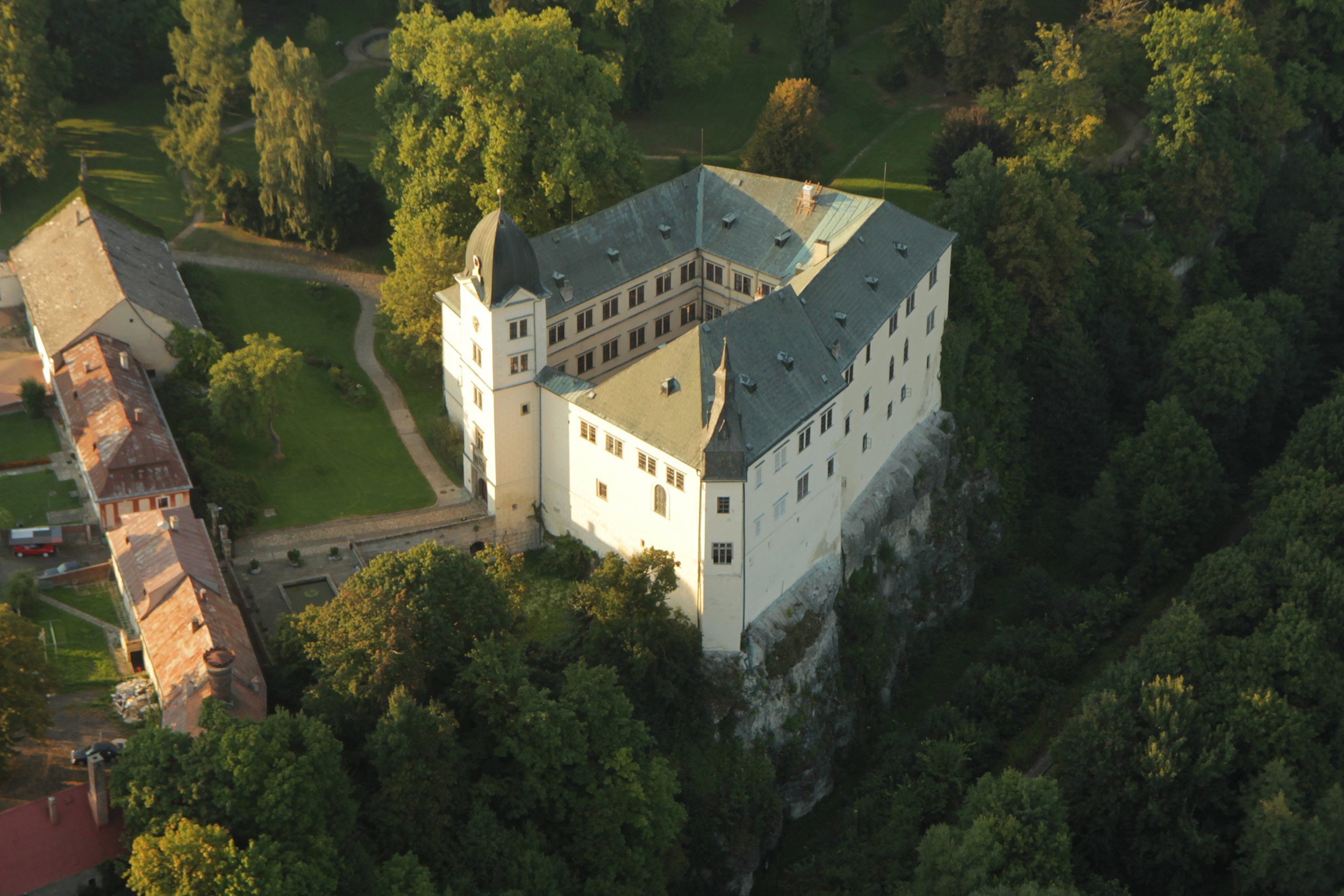
Hrubý Rohozec dall'alto

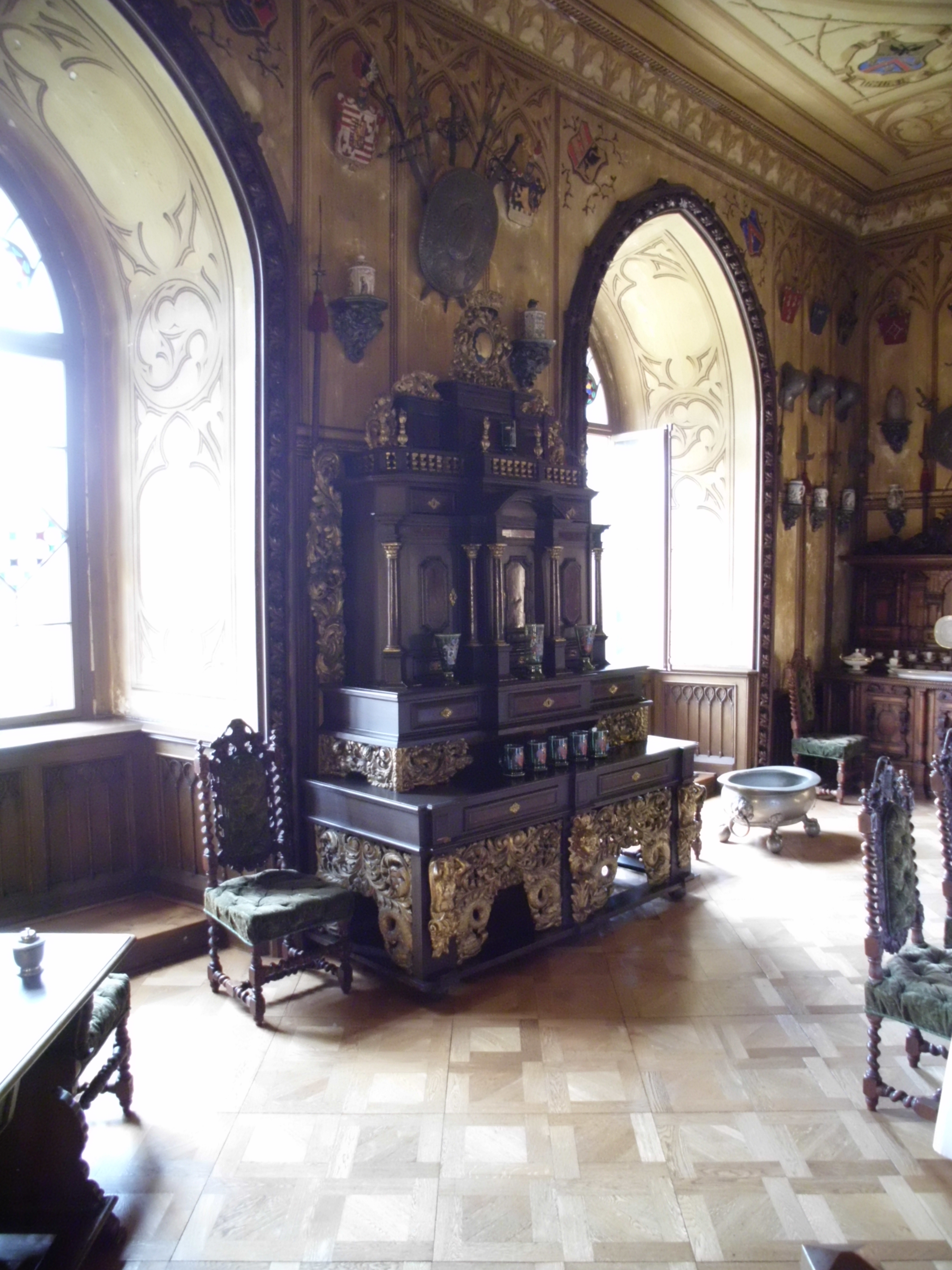
Interni decorati e arredati con mobili antichi

- Castello di Hrubý Rohozec. Si tratta di un'antica fortezza gotica, trasformata intorno al 1600 in un castello rinascimentale.[4] Dopo essere rimasto per diversi secoli in mano della stirpe dei Wartenberg, il castello venne acquistato da Albrecht von Wallenstein, che a sua volta lo vendette alla famiglia (di origine francese) dei Desfours. I Desfours possedettero il castello fino al 1945. Nel 1822 vennero effettuate alcune modifiche al castello, in stile neogotico secondo il gusto romantico dell'epoca. Gli interni storici conservano ancora parte dell'originale mobilio dei Desfours (sala da pranzo, biblioteca, cappella). In collaborazione con il Museo Nazionale di Arti e Mestieri è stata allestita un'esposizione permanente di abbigliamento dal Rinascimento al Liberty. Il castello è circondato da un ampio parco di rilevante interesse paesaggistico.
- Municipio di Turnov